# Публий Калвизий Сабин Помпоний Секунд
Публий Калвизий Сабин Помпоний Секунд (на латински: Publius Calvisius Sabinus Pomponius Secundus) е политик, сенатор и поет на Римската империя през 1 век. Той е приятел на Плиний Стари.

## Биография
Произлиза от плебейската фамилия Помпонии от Игувиум в Умбрия и е син на Вистилия, която се омъжва шест пъти. Брат е на Публий Суилий Руф, на Квинт Помпоний Секунд (суфектконсул 41 г.) и на Милония Цезония, четвъртата жена на Калигула, майка на неговата единствена дъщеря Юлия Друзила. Той е полубрат на генерал Гней Домиций Корбулон.
Попмоний Секунд е приятел на Сеян. От март до юни 44 г. Попмоний Секунд e суфектконсул на мястото на консула Гай Салустий Крисп Пасиен (януари–февруари) заедно с Тит Статилий Тавър (януари–юни).  През 50 г. той става управител на провинция Горна Германия и за победите си против хатите получава триумф.
Попмоний Секунд пише трагедии..